# Chiesa di Sant'Andrea a Candeli

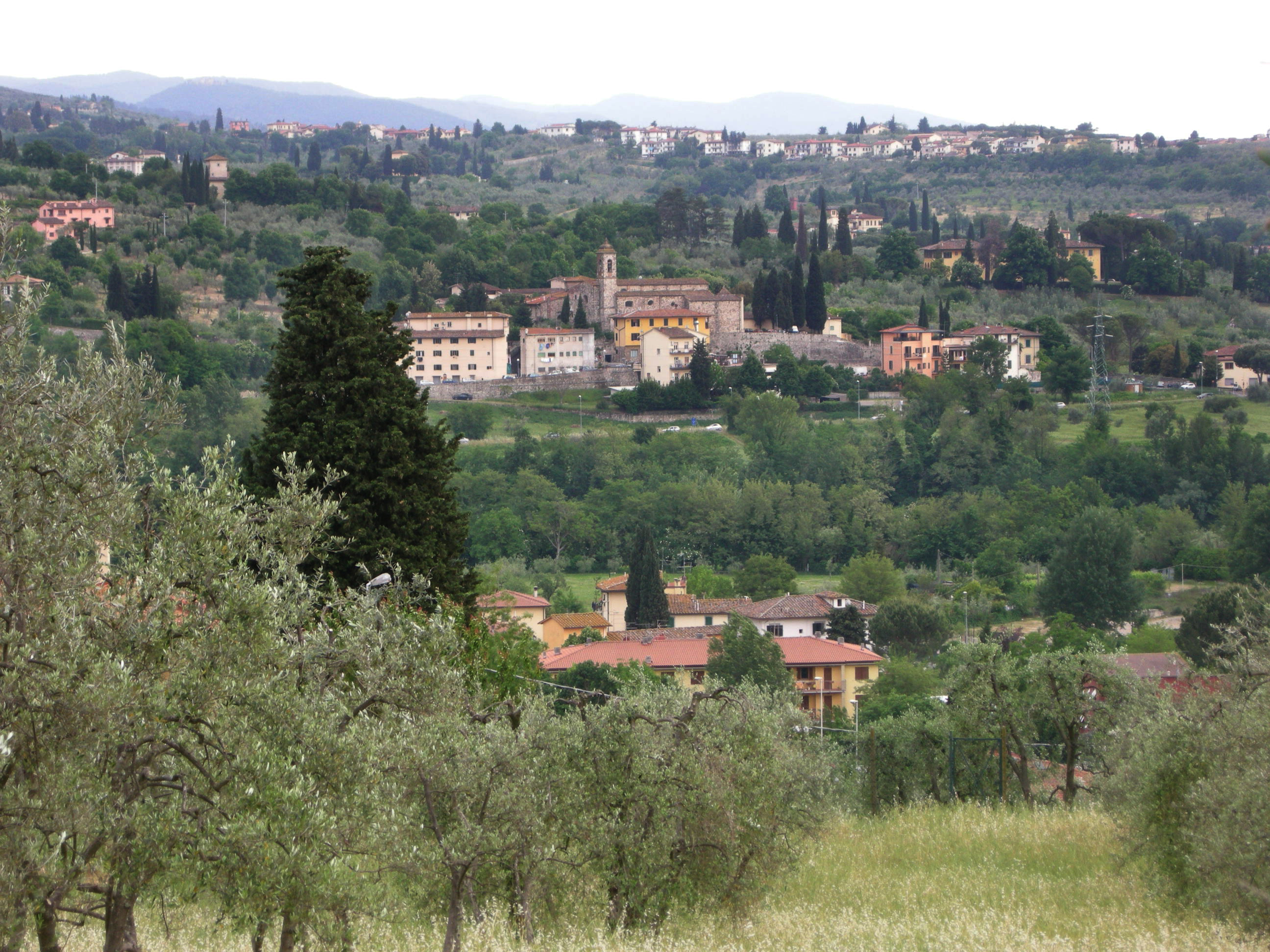
Veduta dall'altra sponda dell'Arno

La chiesa di Sant'Andrea si trova in località Candeli, una frazione di Bagno a Ripoli, in provincia di Firenze.

## Storia
Originariamente nacque come monastero benedettino. La prima testimonianza sull'abbazia benedettina di Candeli risale al 20 aprile 1044 quando la badessa di Rosano Berta concesse all'abate Pietro alcune terre nel territorio di Ripoli; lo stesso gesto fu compiuto dalla badessa Sofia nel 1054. Ancora nel 1130 risultano stipulati contratti di affitto di terre i due enti. Nel 1177 l'abate era Giovanni; il suo nome è stato tramandato dall'iscrizione presente nell'archivolto del portale dove si ricorda anche il suo ruolo svolto in occasione della pace di Venezia; l'iscrizione si trova nell'intradosso e recita: ANNO M.C.L.XXVII / INDICTIONE.X. [...parte mancante...] VENETI PAX REDDITA T(er)RIS / HOC OP(us) ABBATIS LECTOR / COGNOSCE IOHANNIS. VENITE POST ME / FACIAM VOS FIERI / PISCATORES OMINUM. I due frammenti dell'archivolto sono conservati oggi presso i depositi del Museo nazionale di San Marco a Firenze.
Nel 1203, al tempo di Alberico abate, il monastero de Candegghie doveva essere in piena decadenza visto che viene definito: in spiritualibus dissolutum et in temporalibus annulatum. La conseguenza fu che il 17 novembre 1218, con una bolla di papa Onorio III, venne concesso ai riformati camaldolesi. Il loro governo fu talmente buono che nel 1237 furono incaricati di riformare il monastero di San Mamiliano sull'isola di Montecristo.
La presenza del monastero portò alla nascita di un centro abitato ai suoi piedi e del quale la chiesa abbaziale di Sant'Andrea faceva da parrocchia; nel 1260 il suo rettore Jacopo Ammannati contribuì con un versamento di grano al mantenimento dell'esercito fiorentino; a testimonianza della funzione di parrocchia ci sono tuttora gli stemmi nobiliari che segnalano la presenza di sepolture, tali stemmi risalgono al XIV secolo e sono ora collocati nel nartece. Annesso al monastero c'era anche uno spedale per i pellegrini, citato negli elenchi delle decime a partire dal 1276. Tra il 1276 e il 1303 l'hosptale monasterii S. Andree de Candicolis pagò ogni anno 4 lire mentre l'abbazia ne pagava 10.
Nei due secoli a seguire il monastero andò progressivamente perdendo d'importanza fino all'11 agosto 1526 quando con bolla di papa Clemente VII venne dato in concessione ai vallombrosani. Il governo dei vallombrosani fu pessimo e l'abbazia andò in rovina. L'abbazia di Candeli fu infine soppressa nel 1652 e la chiesa trasformata in ufficialmente in parrocchia.
La soppressione del monastero si interruppe il 2 giugno 1713 quando i vallombrosani vi fecero ritorno e dotarono la chiesa di un nuovo organo. Tra il 1735 e il 1736 la chiesa fu trasformata in stile barocco su progetto di Vittorio Barbieri e ancora nel 1753 fu fatta oggetto di lavori che portarono ad un ampliamento con la costruzione di nuove cappelle.
Nel 1821 il monastero fu definitivamente soppresso e la chiesa eretta a prioria. Il monastero fu riconvertito ad usi civili che lo videro nel 1894 diventare una caserma ed oggi usato per abitazioni.
Durante la Seconda Guerra Mondiale, nel 1944 la sagrestia e la chiesa, a causa delle mine poste lungo la strada sottostante, subiscono ingenti danni, soprattutto concentrati nella parete tergale del presbiterio e nelle coperture, che sono oggetto di un primo rifacimento nell'immediato dopoguerra, nel 1945, sotto la direzione dell'architetto Nello Bemporad. Si sceglierà di non ripristinare le volte lasciando le capriate a vista. L'uso, in tale occasione, di legname di scarsa qualità, porterà alla necessità di un rifacimento delle coperture, effettuato tra 1970 e 1975.

## Descrizione

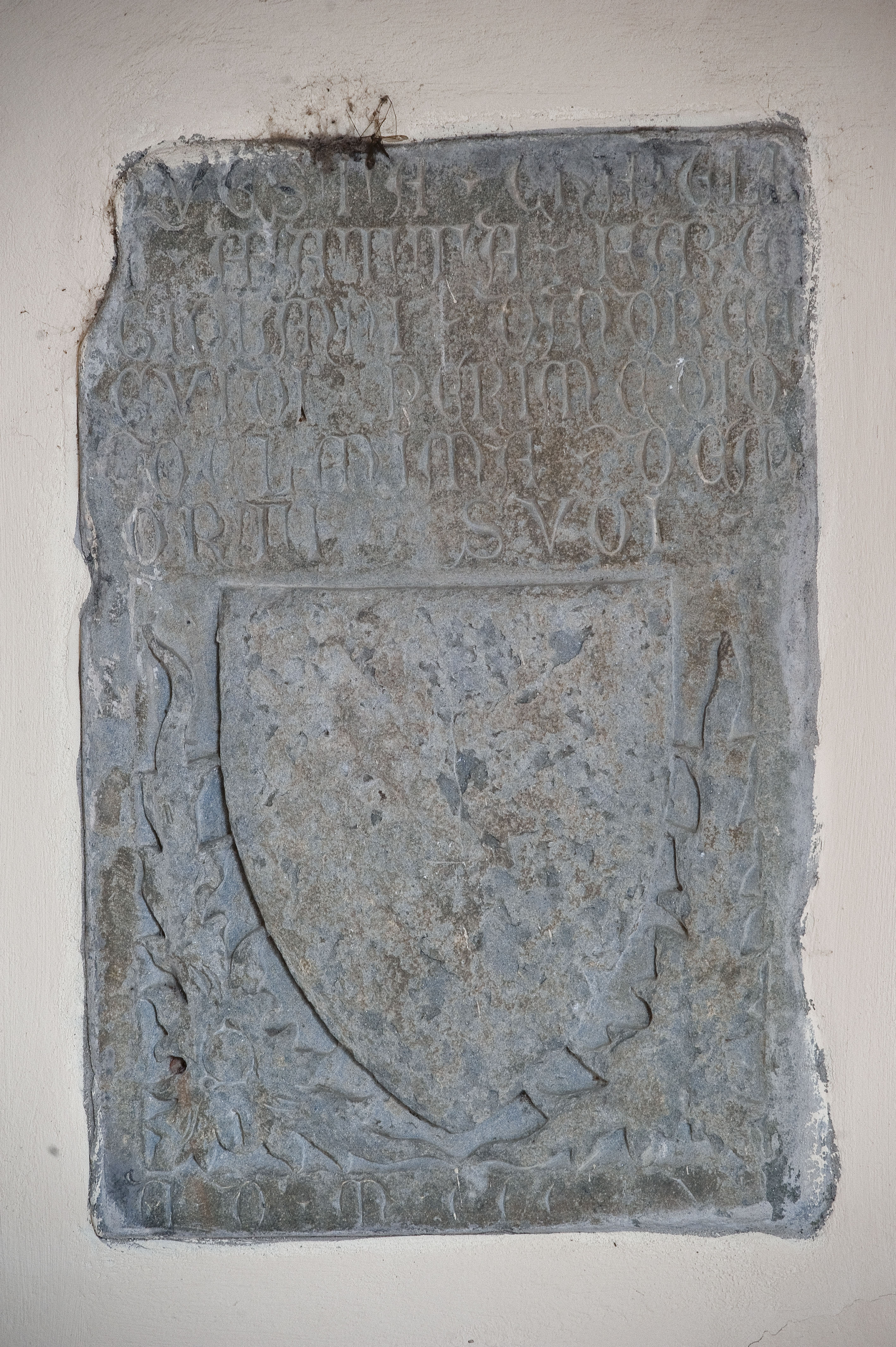
Uno degli stemmi posto nel nartece

La semplice facciata è preceduta da un nartece e conserva, alla parete destra dell'atrio esterno, uno stemma lapideo di maestranze toscane (1325). 
All'interno la chiesa, ad unica navata con cappelle laterali, si presenta nella veste decorativa tardo barocca, datale da Vittorio Barbieri nel 1735-36. Nel fondo è la scarsella, sormontata da un arcone di ingresso che reca lo stemma dei Giraldi, antichi proprietari della vicina villa La Massa.
Vi si conservano una Madonna del latte (secoli XIV-XV) attribuita a Bicci di Lorenzo, e un dipinto di Lorenzo Lippi o Cristofano Allori con i Santi Michele e Gabriele arcangeli, Antonio da Padova, Niccolò, Cristofano e Girolamo (secolo XVII).
Presso il Museo del Bargello si conservava fino a pochi anni fa l'archivolto di un portale con un bassorilievo scolpito nel 1177, nel cui intradosso si trovavano scolpite le raffigurazioni della Vocazione di Pietro e la Gloria di san Benedetto; oggi l'archivolto è conservato presso i depositi del Museo di San Marco.